# Washington D.C. Area Film Critics Association
Washington D.C. Area Film Critics Association je organizace filmových kritiků se základnou ve Washingtonu, D.C. Organizace byla založena v roce 2002. Skládá se ze skoro 50 filmových kritiků. Každoročně předává na konci roku ceny Washington D.C. Area Film Critics Association Awards těm nejlepším filmům z předchozího roku.

## Kategorie
- nejlepší film
- nejlepší režie
- nejlepší adaptovaný scénář
- nejlepší původní scénář
- nejlepší herec v hlavní roli
- nejlepší herečka v hlavní roli
- nejlepší herec ve vedlejší roli
- nejlepší herečka ve vedlejší roli
- nejlepší obsazení
- nejlepší kamera
- nejlepší animovaný film
- nejlepší cizojazyčný film
- nejlepší dokument
- nejlepší skladatel
- nejlepší výprava
- objev roku

## Rekordy
7 cen: La La Land (2016)
6 cen: 12 let v řetězech (2013)
5 cen: Birdman (2014)
4 ceny: Roma (2018), Chlapectví (2014) , Počátek (2010), Milionář z chatrče (2008), Tahle země není pro starý (2007), Věčný svit neposkvrněné mysli (2004)
3 ceny: Parazit (2019), 30 minut po půlnoci (2012), The Social Network (2010), Lítám v tom (2009)